# Campos (apellido)

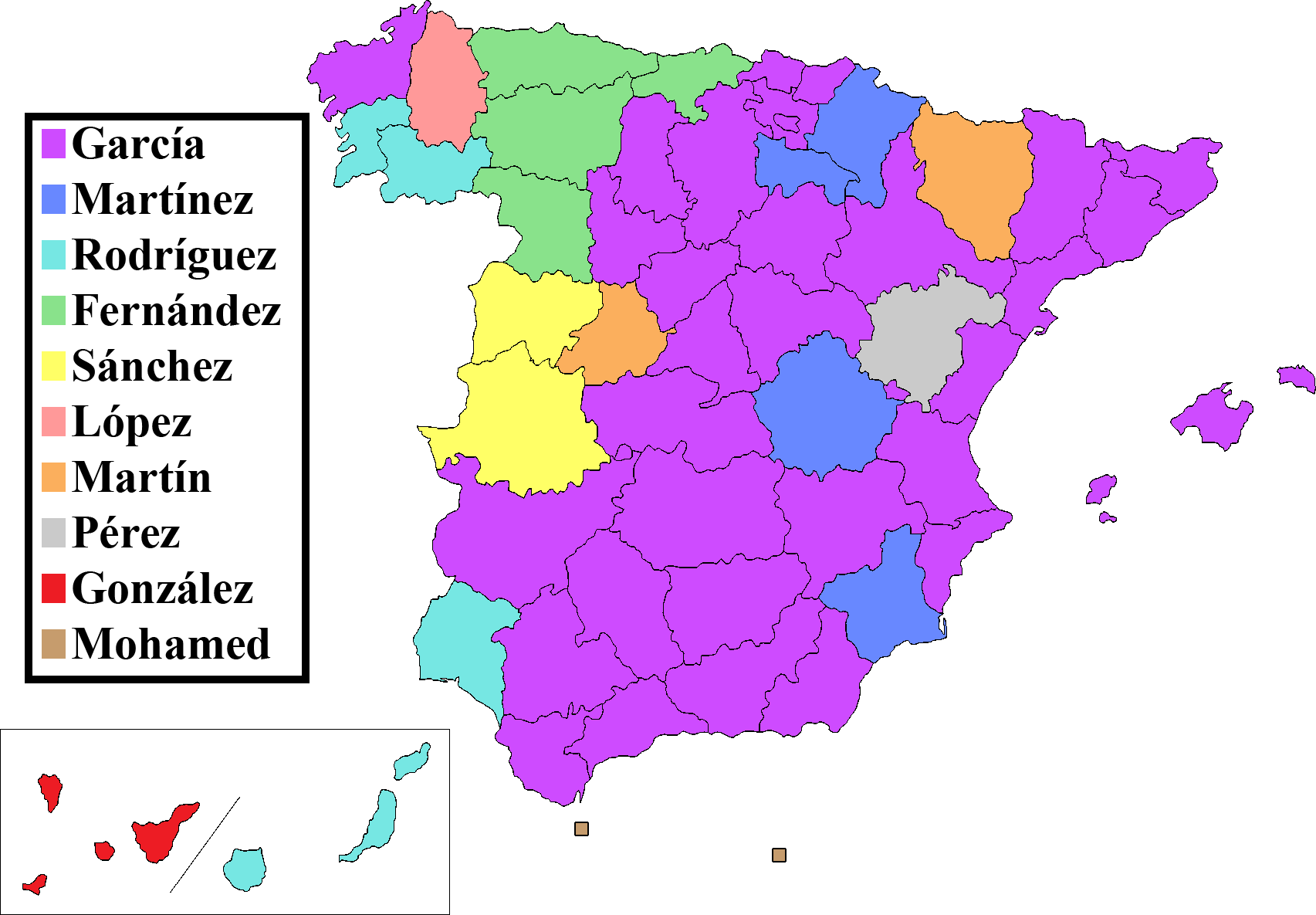
En el mapa se representa el apellido más frecuente en cada una de las provincias de España, en el año 2006.

Campos es un apellido toponímico de origen Castellano, común en España y en Hispanoamérica. A nivel de España es el apellido 62.º por frecuencia. Según datos del 2012 del INE, lo llevan como primer apellido 63.606 españoles y 64.291 como segundo apellido.

## Origen
Este apellido es castellano, tradicionalmente oriundo de Tierra de Campos, en las provincias de Valladolid, León y Palencia; aunque hay escritos que hablan de miembros de la familia en Santander, a finales del siglo X. El progenitor de Campos tomó por apellido el nombre del lugar de donde era oriundo. Los etimólogos, Joan Corominas y J.A. Pascual, citan el vocablo castellano "campo" y dicen que deriva del vocablo latino "campus", que denota "llanura, terreno extenso fuera de poblado"; y agregan que el sentido de "espacio de tierra limitado que se labra" correspondía en latín a la palabra "ager" ; el empleo de "campus" en este sentido resulta de una innovación romance, común a todas las lenguas neolatinas, y que ya aparece en el latín de la decadencia. Origen la primavera

## Historia
Se trata de un linaje sumamente extendido por Castilla la Vieja, aunque con ramificaciones en las distintas partes de la península, con varios nobles inscritos en la Real Chancillería de Valladolid, tales como don Manuel y don Juan Campos de Orellana, presentes en 1.772 en la Orden de San Juan de Jerusalén. La reina doña Isabel II concedió el 30 de junio de 1868, el título de Marqués de Loja a don Fernando Francisco de Campos y Fernández de Córdoba, hijastro del primer dignatario. Años más tarde, el rey don Alfonso XII concedió el título de Conde Campos de Orellana a don Pedro Nicomedes Campos de Orellana y Calvo, y este mismo monarca otorgó, en 19 de junio de 1884, el título de Marqués de Iznate a don Antonio Campos Barín.

## Distribución
Actualmente está distribuido por toda la geografía de España e Hispanoamérica. En España se concentra en las principales urbes (Madrid, Barcelona, Sevilla y Bilbao).

## Heráldica
El escudo principal consiste en: un león rampante sobre un fondo de oro, aunque hay variaciones debido a la gran cantidad de casas solariegas que se establecieron.